# Альтер Хоф
Альтер Хоф (нем. Alter Hof) (Старый Двор) был построен как герцогская городская крепость в конце XII века в Мюнхене. Примерно с 1255 года он стал резиденцией герцогов Верхней Баварии, а затем и Баварии. Он является бывшей императорской резиденцией Людвига Баварского. Строительный комплекс состоит из компонентов: Бургшток (нем. Burgstock), Цвингершток (нем. Zwingerstock), Лоренцишток (нем. Lorenzistock), Пфистершток (нем. Pfisterstock) и Брунненшток (нем. Brunnenstock). Как и большая часть старого города, он был восстановлен после разрушения во время Второй мировой войны.

## История
Археологические раскопки показали, что замок существовал в XII веке. Сооружение было окружено кирпичной стеной толщиной около 1,80 метра за окружным рвом и, вероятно, имело несколько деревянных одноэтажных домов шириной около 4 метров. Вход находился, вероятно, с западной стороны.
Альтер Хоф был резиденцией Виттельсбахов с XIII по XV века. После первого раздела Баварии в 1255 году Альтер Хоф стал резиденцией Людовика II, герцога Баварского. Замок стал первой постоянной императорской резиденцией в Священной Римской империи при его сыне Людовике IV.
Около 1300 года появляются первые каменные жилые здания. В то время возникло жилое сооружение в юго-восточном углу части стены (восточнее Бургштока), которое существует и сегодня с более поздними пристройками (своды со второй половины XV века). Аналогичным образом примерно в 1324 году была заменена около северной стены часовня Лаврентия нем. Lorenzkapelle на новую просторною церковь, о чём гласит надпись. До 1350 года здесь хранились атрибуты имперской власти.
Во второй половине XV века, особенно при герцоге Сигизмунде, Альтер Хоф был расширен как княжеская резиденция. В это время возникли большие, частично сохранившиеся части крыши над Цвингершток с западной стороны и многоугольным эркером на Бургштоке с южной стороны. Внутри, примерно в 1465 году, была возведена монументальная фреска, охватывающая значительное число предков Виттельсбахов (сегодня она частично находится в Баварском национальном музее). В то время, когда герцог Сигизмунд в конце XV века жил в Альтер Хофе и вносил архитектурные изменения, в том числе роспись во дворе с ромбами, в Мюнхене уже была вторая резиденция. Её приказал построить в 1385 году внук императора Людовика Иоганн II, она была там, где сегодня находится один из дворов резиденции. Герцог Вильгельм IV переместил герцогскую резиденцию в первой половине XVI века в здание Мюнхенской резиденции.
В 1591—1592 годах был построен Пфистершток с декоративными фронтонами, типичными для эпохи Возрождения. В первой половине XVII века было построено здание для варочного цеха и конторы пивоваренного завода, которое с конца XVIII века было известно как Брунненшток. В 1831—1832 годах Георг Фридрих Цибланд заменил его новым зданием для комиссии по налоговым кадастрам, постороенным на старом фундаменте. Часовня Лаврентия была закрыта в 1806 году и в 1816 году снесена. Ворота башни были также снесены, но позже восстановлены. Вместо церкви в 1816—1819 годах вдоль улицы Хофграбен был построен неоклассический Лоренцишток. Существующий фонтан в середине двора относится к раннему классицизму (1785).
Во время Второй мировой войны строение было частично разрушено и восстановлено после 1950 года с помощью простых средств с северной и восточной сторон. В западном крыле сохранились старые крыши и многочисленные исторические детали.

## Реставрация и туризм
Западные здания поздней готики(Бургершток и Цвингершток), которые были изменены при герцоге Сигизмунде, были сохранены. В Бургштоке находится готическое эркерное окно, из которого, согласно легенде, обезьяна из герцогского зверинца похитила маленького Людвига Баварского и привезла его обратно в замок только после долгих уговоров, и поэтому в народе называется «башней обезьян». После разрушений во Второй мировой войне замок был реконструирован. Части Лоренцишток, Пфистершток и Брунненшток были перестроены в постмодернистском стиле офисы и роскошные квартиры в 2005/2006 году, что вызвало недовольство большинства общественности.
В Бургштоке находится государственное учреждение негосударственных музеев в Баварии, информационно-туристический центр музеев и замков в Баварии, а с мая 2007 года — выставка Münchner Kaiserburg (мюнхенский императорский замок). Выставка расположена в готическом подвале, датируемым примерно 1300 годом (хранилище было добавлено позже во второй половине XV века), вход — через информационно-туристический центр.
В Баварском национальном музее находится барельеф с изображением императора Людовика и его второй жены Маргариты Голландской, а в центре — возведенная на престол Матерь Божия с ребёнком, который с 1324 года находился на северной стороне нефа часовни Лаврентия, а также созданная в 1460 году фреска для находящегося тогда в Альтер Хофе зала предков, представляющая предков Виттельсбахских герцогов с гербами.